# Anders Wikström
Pour les articles homonymes, voir Wikström.
À ne pas confondre avec le footballeur Anders Wikström (en) et le musicien Anders "Gary" Wikström (sv).
Anders Wikström, dit Bror Anders Wikström, né le 14 avril 1854 à Ramundeboda (sv) (aujourd'hui partie de Laxå) et mort le 27 avril 1909 à New York, est un peintre suédois naturalisé américain actif à La Nouvelle-Orléans.

## Biographie
Anders Wikström naît en Suède en 1854. Il fait ses études supérieures à l'Académie royale à Stockholm, puis s'en va à Paris, pour étudier sous Rodolphe Julian et Filippo Colarossi. Il commence sa carrière en tant que marin et monte les rangs ; on raconte qu'il est devenu capitaine. Après être devenu myope, le marin se reconvertit aux arts. En 1881, il est engagé par un magazine pour raconter un récit de sa vie de marin, et pendant qu'il dessine les scènes de son voyage entre les Pays-Bas et les États-Unis, décide de rester aux États-Unis. Il reste une année en Floride, avant d'aller à La Nouvelle-Orléans, où il illustre les couvertures des magazines « Mascot » et « Figaro ». Dans la ville, l'artiste rencontre un ami, le concepteur de costumes de carnavals Charles Briton, qui le conseille de le rejoindre. Après la mort de Briton, il devient l'un des créateurs les plus connus du carnaval de La Nouvelle-Orléans de la fin du XIXe siècle et du début du XXe siècle. Le Suédois fait partie des membres fondateurs de la New Orleans Artists Association, créée en 1885 avec Paul Poincy (en), Andres Molinary (en) et Achille Perelli, qui a permis la création du Musée d'Art de La Nouvelle-Orléans en 1910. Il y enseigne l'art et devient le trésorier de l'association en 1890. En 1892 et de 1895 à 1896, il en est son président, puis est secrétaire de 1899 à 1903. Wikström tient aussi brièvement un journal appelé « Art and Letters ».
Wikström meurt subitement le 27 avril 1909 à New York, où il travaillait, pour la création de costumes et de processions pour une commémoration jointe de la découverte du fleuve Hudson par Henry Hudson et du lancement du bateau à vapeur par Robert Fulton.

## Œuvres
Anders Wikström a conçu de nombreux costumes et chars allégoriques pour les Krewe (équipes) de Rex et de Proteus, et a créé pendant plusieurs années des processions d'une vingtaine de chars avec danseurs pour les éditions annuelles du carnaval. Il va notamment inspirer les nouveaux thèmes plus fantastiques du carnaval au début du XXe siècle, alors qu'il était plutôt orienté vers la politique et le satire pendant le XIXe siècle. En 2018, le Musée d'Art de La Nouvelle-Orléans organise notamment une exposition en hommage à sa contribution au carnaval de La Nouvelle-Orléans.
| Dessin d'un char allégorique noir avec plusieurs personnes costumées se tenant debout sur le char. |
| Char allégorique pour la Krewe de Proteus pour le carnaval de 1903.                                |

| Dessin d'un char allégorique rouge en forme de poisson avec plusieurs personnes costumées se tenant debout sur le char. |
| Char allégorique pour la Krewe de Rex pour le carnaval de 1906.                                                         |

| Papier avec enluminure et inscription « Rex 1891 ».  |
| Invitation au carnaval de 1891 pour la Krewe de Rex. |

| Dessin d'un homme en costume d'hippocampe anthropomorphe en costume tenant un trident. |
| Costume pour danseur de la Krewe de Proteus pour le carnaval de 1907.                  |

|                                                                |
| Char allégorique pour la Krewe de Proteus au carnaval de 1907. |

Outre la conception de chars et de costumes, Wikström était aussi un peintre de paysages maritimes, comme le démontrent ses nombreuses représentations à la peinture à l'huile des marécages et cours d'eau de la Louisiane. Ses paysages maritimes ont été très appréciés et il a même réalisé des peintures à caractère historique. Il expose ses peintures chez Marie Seebold, à l'association des artistes de sa ville, et dans d'autres villes comme Nashville et Saint-Louis, au Missouri.
Quelques autres œuvres :
- Mangrove Swamp, huile sur toile, date inconnue, Musée d'État de la Louisiane (en) ;
- Cabinet, acajou, entre 1900 et 1905, Musée d'Art de La Nouvelle-Orléans ;
- Palmettos in City Park, New Orleans, huile sur toile, 41 × 51 cm (16 × 20 in), 1900, Ogden Museum of Southern Art.

| Cabinet en bois foncé avec motifs de poissons et de fleurs. |
| Cabinet en acajou de Wikström.                              |

| Peinture à l'huile montrant de palmiers sur du gazon. |
| Palmettos in City Park, New Orleans (1900).           |

| Peinture à l'huile montrant quatre voiliers et trois barques sur une mer opaque avec montagnes en arrière-plan. |
| Fishing boats (date inconnue).                                                                                  |

| Peinture à l'huile montrant six hommes en armure regardant une femme à demi-nue à leur droite. |
| The Vikings' Hoard (1886).                                                                     |

|                                 |
| Spanish Colonial Garden (1904). |